# 胡門內區

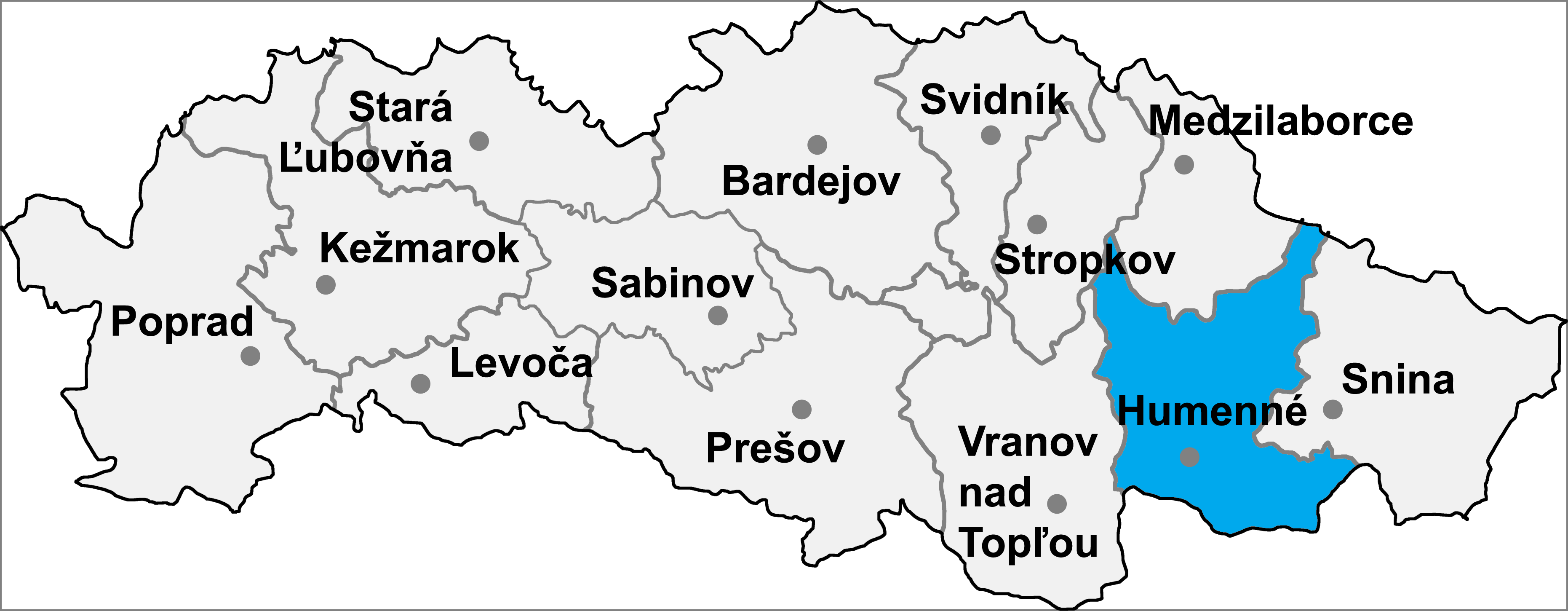
胡门内区在普雷绍夫州的位置

胡门内区是斯洛伐克普雷绍夫州的区份，总面积754平方公里，总人口63 905（2013年12月31日），人口密度84.73人/平方公里。